# 보이외생제롬
보이외생제롬(프랑스어: Boyeux-Saint-Jérôme)는 프랑스 오베르뉴론알프 앵주의 코뮌이다.

## 지리
앵 주의 뷔제 지역에 위치한 행정구역으로, 보이외, 생제롬, 샤티용드코르넬, 코르넬, 르랑시외, 퐁시외의 총 여섯 개 마을이 있다.
보이외생제롬 코뮌의 대부분 면적을 차지하는 것은 목초지, 포도밭, 그리고 숲이다. 마을 주변에는 나직한 오솔길들이 많다. 보이외생제롬은 AOC 뷔제 와인 생산지역에 속해 있기도 하며 스파클링 로제와인인 세르동 와인이 생산된다. 특히 퐁시외와 코르넬 마을에 와인 제조업이 집중되어 있다.
보이외생제롬 코뮌을 흐르는 하천으로는 마를리외 천과 르리에즈 천이 있다.

## 인구
| 연도 | 인구 | ±%    |
| ---- | ---- | ----- |
| 2006 | 305  | —     |
| 2007 | 309  | +1.3% |
| 2008 | 306  | −1.0% |
| 2009 | 302  | −1.3% |
| 2010 | 321  | +6.3% |
| 2011 | 339  | +5.6% |
| 2012 | 358  | +5.6% |
| 2013 | 365  | +2.0% |
| 2014 | 370  | +1.4% |
| 2015 | 362  | −2.2% |
| 2016 | 354  | −2.2% |

## 역사
보이외생제롬 마을이 역사상에 등장한 것은 12세기로 거슬러 올라간다. 프랑스 혁명 기간에는 '비나보' (Vinavaux)라는 이름으로 개명되기도 했다..

## 같이 보기
- 앵 주의 코뮌 목록